# Христо Несторов
Христо Димитров Несторов (известен и като Щако, Ицата, Страхил, Богдан Стефанов) е български анархист още от ученик, а след време и участник в горянското съпротивително движение срещу властта на Българската комунистическа партия.

## Биография
Роден е в село Габарево на 3 март 1903 година. След Деветоюнския преврат от 1923 година, минава в нелегалност за почти целия си живот с известни прекъсвания. В София се включва като член в бойната анархистическа група „Възел“. През май 1925 година е арестуван в Казанлък, от органите на „Обществената безопасност“ и е затворен в тамошната тъмница, откъдето успява да избяга.
През есента на 1927 година, като отмъщение за екзекутираните несправедливо на електрическия стол в САЩ анархисти Сако и Ванцети, Христо Несторов организира бомбен атентат срещу американското посолство в София. Първоначалният му план е да отвлече посланика и да иска размяната му срещу Сако и Ванцети. През същата 1927 година Несторов организира банков обир на касата на Пловдивската Окръжна постоянна комисия. Парите са взети за нуждите на анархистическото движение. В началото на 1928 година Несторов отново е арестуван и на 1 май същата година получава присъда доживотен затвор. Последователно преминава през Софийския, Врачанския, Пазарджишкия и Старозагорския затвор.
Получавайки амнистия през януари 1940 година, Несторов още през есента отново излиза в нелегалност. По това време става командир на комунистическия Тъженски партизански отряд. През лятото на 1944 година му е поставен  ултиматум да стане член на БКП или да се махне от отряда. Христо Несторов напуска отряда и последните месеци преди Деветосептемврийския преврат прекарва като партизанстващ вълк-единак, криейки се от властта и довчерашните си другари по оръжие. Така след тези събития влиза в конфликт с новата власт и се озовава в емигрирация във Франция.
През септември 1953 година, приятелите анархисти Христо Несторов, Милю Иванов и Дончо Караиванов правят десант с парашути над Средна гора. Започват организирането и изграждането на лагери, землянки, както и стабилна мрежа от ятаци с цел разширяване на съпротивата срещу отечественофронтовската власт на БКП. След предателство, няколкостотин войници от Вътрешни войски, милиционери и набързо въоръжени партийни членове обкръжават Христо Несторов, Милю Иванов и Дончо и Емилия Караиванови в местността Кавак дере, близо до Павел баня на 23 март 1954 година. След ожесточено няколкочасово тежко сражение Христо Несторов е убит, Милю Иванов е заловен, а Дончо и Емилия Караиванови разкъсват обръча и успяват да емигрират.

## Признание
В село Габарево има паметна плоча на Христо Несторов. През 2019 година Денница Танева, внучка на Христо Несторов – Щако, получава грамота и документален сборник с архивни документи издаден от Комисията по досиетата, от Гергана Микова – Областен управител на Стара Загора по повод 65 години от смъртта на горянския командир Щако. Паметната плоча на горянина мнократно, вандалски е разрушавана и отново възстановявана.